# Ботинки

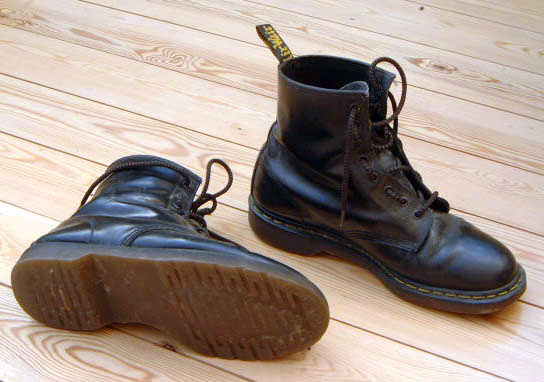
Классические ботинки Dr. Martens

Боти́нки — обувь, защищающая голеностопный сустав, в отличие от полусапожек имеет систему фиксации ноги в виде шнурков или ремней; чаще мужская, чем женская. Классические ботинки изготовлены из кожи и завязываются шнурками. Однако возможны вариации формы, материала и способа завязывания. В современных ботинках часто используется застёжка-молния вместо шнурков (или вместе с ними). Кроме того, у некоторых ботинок (например челси) шнуровки нет вообще, а вместо неё используются две резиновые вставки по бокам. На каждый сезон свои ботинки: обычно ботинки применяются зимой (для защиты от снега), весной и осенью (для защиты от грязи и глубоких луж); зимние ботинки отличаются от демисезонных тем, что они гораздо теплее. Летние могут быть сделаны из пористого материала для вентиляции, но обычно вместо них летом носят туфли.
Ботинки подвержены моде, которая определяет их фасон (форму носков, высоту каблуков и т. д.).
Существуют также специальные ботинки, например лыжные или тактические.

## История

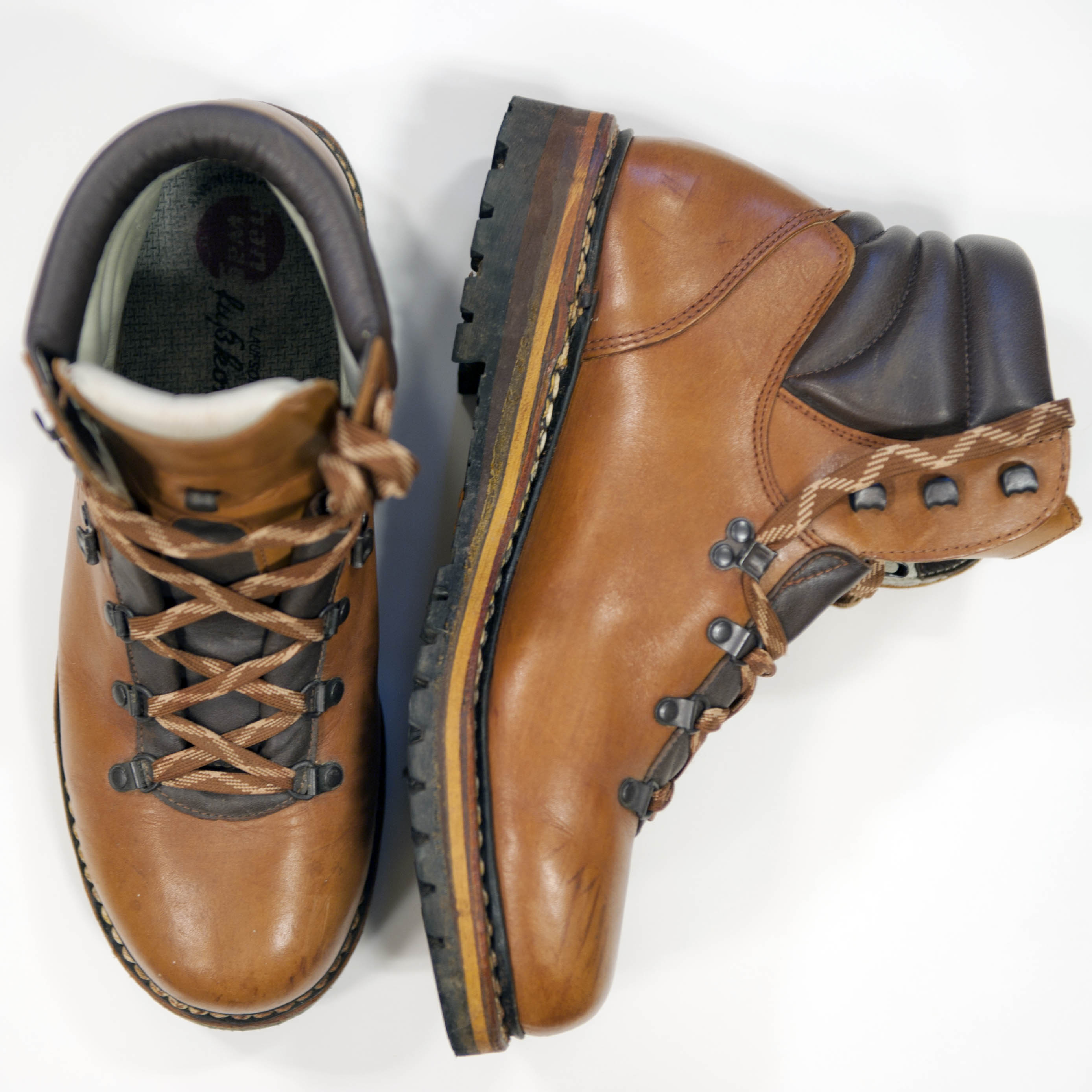
Ботинки для горного туризма

Известно, что кожаные ботинки существовали уже в IV тысячелетии до н. э. (см. обувь из пещеры Арени)